# هنس کلینگا
هنس کلینگا (به سوئدی: Hans Klinga؛ ۱۷ آوریل ۱۹۴۹ – ۲۶ ژانویهٔ ۲۰۲۵) بازیگر و کارگردان اهل سوئد بود.
وی پدر الین کلینگا بود.

از فیلم‌ها یا مجموعه‌های تلویزیونی‌ای که وی در آن‌ها نقش داشته‌است، می‌توان به عروسی و به خودت بیا، عزیزم! اشاره کرد.